# Península de Taman

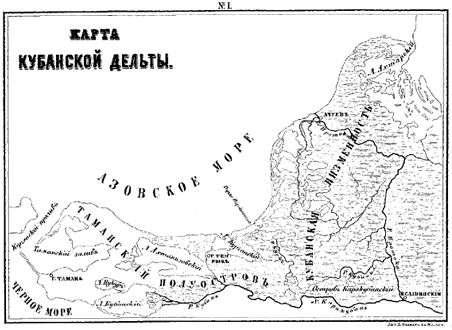
Península de Taman, c. 1870

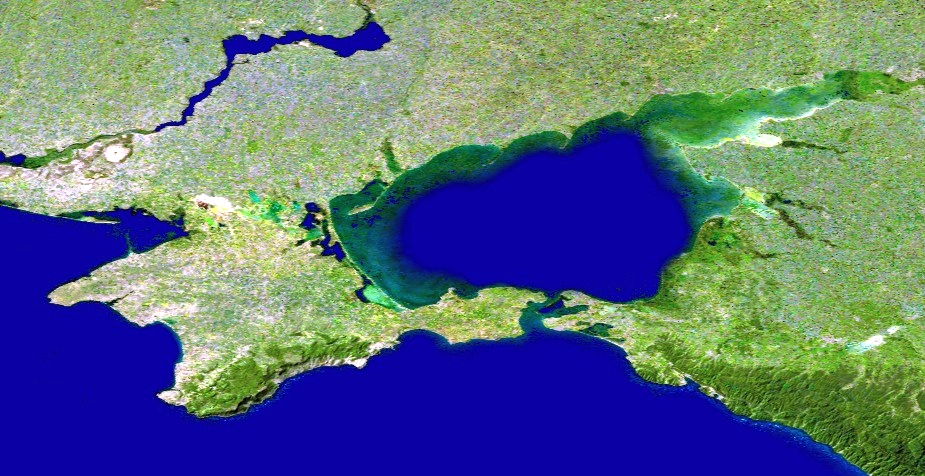
A Crimeia e o mar de Azov

A península de Taman localiza-se krai de Krasnodar, Federação Russa. Com a península de Kerch, na Crimeia, da qual está separada pelo estreito de Kerch,  separa o mar Negro a sul do mar de Azove, a norte.

## História
Na Antiguidade, as colônias gregas do Ponto de Germonassa e Fanagória estavam localizadas na península, como mais tarde se situou a cidade de Tamatarcha.
A península foi ocupada pelos meotas e sindis. Durante o período do Alto Império Romano, era parte do reino do Bósforo. Entre os seus habitantes incluíam-se os sármatas, gregos, anatólios do Reino do Ponto e judeus. No século IV, a região foi invadida pelos hunos. Mais tarde, foi a capital da Antiga Grande Bulgária e foi conquistada pelos cazares em meados do século VII. Após a queda do Grão-Canato Cazar por volta do ano 969, a península fez parte do estado judaico cazar sob o comando de David de Taman. Nos finais da década de 980 foi, em grande parte, possessão da Rússia de Quieve e do principado russo de Tamatarcha antes de passar para o controlo dos cumanos por volta de 1100. Os mongóis capturaram a península em 1239 e, em 1419, ela tornou-se uma das possessões de Génova, com a Gazária e a Crimeia.
Durante a maior parte do século XV a península foi governada diretamente pela família de Ghisolfi, fundada pelo judeu genovês Simeão Ghisolfi. O controle da região pelos governadores e comissários ou príncipes judeus abriu um debate sobre uma possível sobrevivência de judaísmo cazar no sul da Rússia neste período. Em 1483, a península de Taman foi tomada pelo Canato da Crimeia e pelo Império Otomano em 1783. Em 1791, durante a Segunda Guerra Russo-Turca (1787-1792), a península esteve sob controlo russo.
Taman foi ocupada pelas tropas alemãs em 1942 e foi retomada pelo Exército Vermelho em 1943. O filme "Cruz de Ferro" conta o conflito, na condução de um regimento da Wehrmacht durante a retirada da Península de Taman na Crimeia.

## Geografia

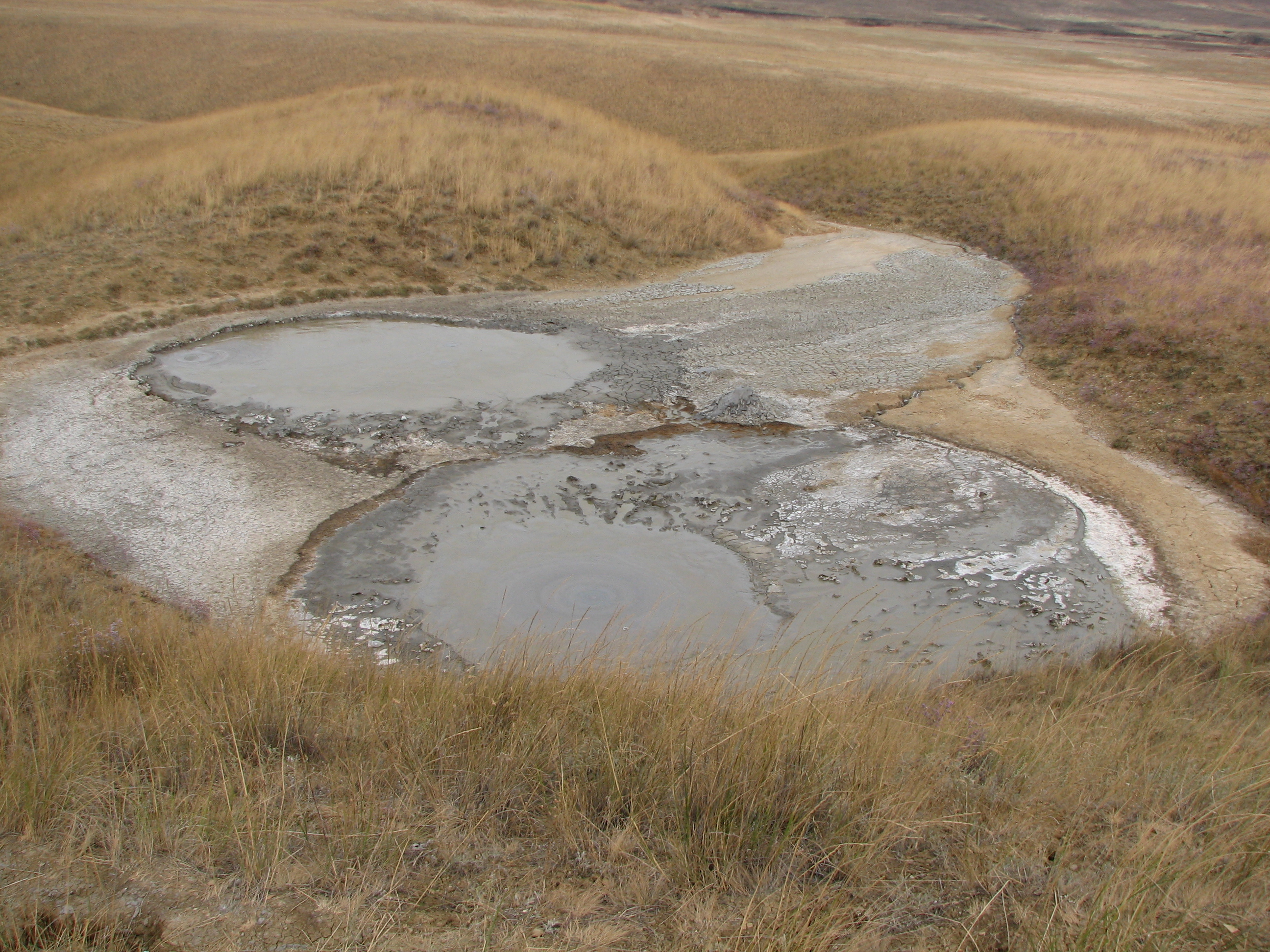
Um vulcão de lama na península de Taman

No decurso do século XIX, a população permanece esparsa. A maior cidade era Taman, à qual sucederia o porto de Temriouk no final do século. A península abriga pequenos vulcões de lama e reservas de gás natural e petróleo.